# Tigray (Provinz)

Provinz Tigray im Kaiserreich Abessinien

Äthiopische Provinzen bis 1995

Tigray (ትግራይ təgray [tɨɡraj], auch Tigré) war eine Provinz im Kaiserreich Abessinien, ab 1974 eine Provinz Äthiopiens unter dem Derg-Regime. In der Demokratischen Volksrepublik Äthiopien ab 1987 war sie autonom und seit 1995 ist sie durch die Annahme der neuen Verfassung eine eigenständige Region – die Region Tigray, und keine Provinz – innerhalb der Demokratischen Bundesrepublik Äthiopien. Die Hauptstadt war Mek’ele.
Zur Zeit ihrer Auflösung wurden mehrere historische Provinzen, darunter Semien, Agame, Tembien und Enderta, mit ihr zur Tigray-Region vereinigt. Die Region um die Tigrinya-sprachigen Gebiete Tsellemti und Wolqayt (Wolkait) gegen Süden und Westen gehörten bis dahin nicht zur Provinz Tigray, sie wurde von der separatistischen Volksbefreiungsfront von Tigray beansprucht und gehörten bislang zu den Provinzen Wollo und Begemder (Gondar).

## Geschichte

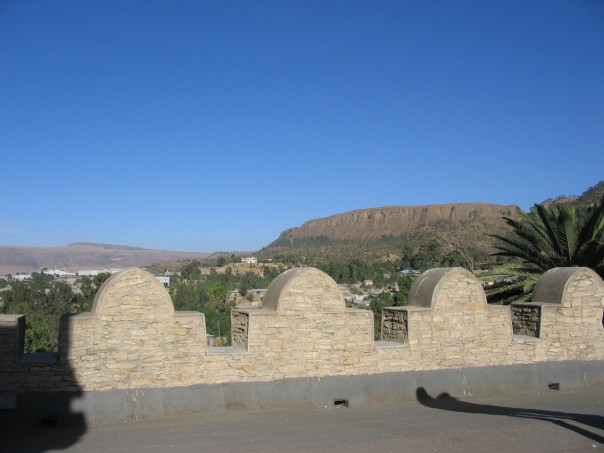
Blick auf Tigray vom Palast des Kaiser Yohannes in Mek’ele

Habescha, damals Proto-Tigray und Proto-Amharen, waren das staatstragende Volk im Aksumitischen Reich des ersten Jahrtausends vor Christus. Das Herz des Aksumitischen Reiches befand sich in der späteren Provinz Tigray. Die Amtssprache des Reiches, das Altäthiopische, blieb auch später die Kirchensprache der äthiopisch-orthodoxen und eritreisch-orthodoxen Tewahedo-Kirche. Die Hauptstadt Aksum befand sich im Zentrum von Tigray.
Während des Mittelalters war die Position des Tigray Mekonnen (Gouverneur von Tigray) etabliert, um über das Gebiet regieren zu können. Andere Distrikte schlossen Akkele Guzay (heute Teil von Eritrea) und das Königreich des Bahr Negus mit ein. Der Bahr Negus regierte über den größten Teil der späteren Provinz Eritrea und über den Distrikt Shire (einschließlich der Hauptstadt Shire) in West-Tigray. Zur Zeit, als der Tigray Mekonnen neben dem Bahr Negus herrschte, war die Grenze zwischen beiden Reichen der Fluss Mareb, welcher heutzutage die Grenze zwischen dem Staat Eritrea und der Region Tigray bildet.
Im 17. Jahrhundert war die spätere Hauptprovinz Tigray von 13 Provinzen umgeben: Tembien, Shire, Serae, Hamasien, Bur, Sam’a, Agame, Amba Senayt, Gar’alta, Enderta, Sahart und Abergele.
Nach dem Machtverlust des Bahr Negus im Anschluss der Rebellionen des Bahr Negus Yeshaq gewann der Titel des Tigray Mekonnen verglichen mit dem Bahr Negus immer mehr an Macht. Der Tigray Mekonnen regierte über Teile des heutigen Staates Eritrea, vor allem im 19. Jahrhundert.
Bei der politisch unsicheren Ära der Prinzen, die Zemene-Mesafint-Periode, schwand die Macht beider Herrscher zu nicht mehr als zu bedeutungslosen Titeln, und der Landesherr, welcher im Gegenzug die Region dominierte, erhielt vom äthiopischen Kaiser die Titel Ras und Dejazmach und verwendete diesen von da an. Der erste Herrscher unter diesem Titel war Ras Mikael Sehul. Regenten von Tigray, darunter auch Wolde Selassie, wechselten sich mit Ras’ aus anderen Provinzen ab, hauptsächlich denen aus Begemder und Yejju. In Wirklichkeit herrschten während des Zemene Mesafint Kriegsherren anstatt von äthiopischen Monarchen.
In der Mitte des 19. Jahrhunderts strebten nacheinander mehrere Herrscher von Tigray nach der äthiopischen Kaiserkrone, doch sowohl Dejazmach Wube Haile Mariam als auch dessen Neffe und Nachfolger Dejazmach „Agaw“ Neguse (Negussie) Woldemikael wurden 1855 bzw. 1861 von Tewodros II. besiegt. In der Mitte der 1880er Jahre gelang es den Landesherren von Tembien und Enderta, die Oberherrschaft ihrer Dynastie über Tigray zu erreichen. Einer ihrer Mitglieder, Dejazmach Kassai Mercha, stieg im Jahre 1872 unter dem Namen Yohannes IV. sogar zum kaiserlichen Thron auf. Seinem Tod während der Schlacht von Metemma folgend, kam der äthiopische Thron unter die Kontrolle des Königs von Shewa, die Rebellion von Yohannes’ Nachfolger Ras Mengesha in Tigray wurde 1899 niedergeschlagen. Das Machtzentrum des Kaiserreichs Abessinien wurde damit von Tigray gen Süden verlegt.
In den 1970er Jahren, als das Kaiserreich Abessinien abgeschafft wurde und sich an dessen Stelle eine sozialistische Militärdiktatur gebildet hatte, formierten sich hier Freischärler-Bewegungen, welche die Unabhängigkeit der Provinz erreichen wollten und in einem Bürgerkrieg gegen die äthiopische Zentralregierung kämpften. Darunter waren die nationalistische Tigray-Befreiungsfront und die kommunistische Volksbefreiungsfront von Tigray, letztere konnte sich am Ende als einzige politische Kraft durchsetzen.
Die Provinz Tigray in ihrer heutigen Form wurde nach der Machtübernahme der Revolutionären Demokratischen Front der Äthiopischen Völker, die von der Volksbefreiungsfront von Tigray geführt wurde, 1995 im Rahmen der neuen Verwaltungsgliederung Äthiopiens endgültig abgeschafft. Sie hieß bis 1995 Region 1. Der zur Afar-Tiefebene gehörende Ostteil der ehemaligen Provinz Tigray, der bereits 1987 als Teil der Autonomen Region Assab abgetrennt worden war, wurde hierbei Teil der Afar-Region.